# جزر كون داو
كون داو (بالفيتنامية: Côn Đảo) هو أرخبيل يقع في جنوب فيتنام، ويتكون من 16 جزيرة صغيرة، أبرزها جزيرة كون سون (Côn Sơn)، وهي الأكبر والمأهولة بالسكان، تقع الجزر في بحر الصين الجنوبي، وتبعد حوالي 230 كم عن مدينة هو تشي منه.

## الطبيعة والسياحة
تتميز جزر كون داو بطبيعة نقية وشواطئ هادئة ومياه صافية، تنتشر حولها شعاب مرجانية وتعيش فيها السلاحف البحرية، تعد المنطقة وجهة مثالية لعشاق الغوص، السباحة، والمغامرات البيئية، كما تشتهر الجزر بوجود محميات طبيعية تؤوي السلاحف البحرية التي تتكاثر على شواطئها خلال مواسم محددة من السنة.

### التاريخ
تحمل الجزر أيضًا تاريخًا مؤلمًا، حيث كانت موقعًا لسجون استعمارية فرنسية، استخدمت لاحقًا خلال الحرب الفيتنامية، يمكن للزوار زيارة متحف وسجن كون داو للتعرف على تلك الحقبة.